# Antym (Russas)
Antym, imię świeckie Dionisios Russas (ur. 26 października 1934 w Salmoni, zm. 13 marca 2025 w Salonikach ) – grecki biskup prawosławny. Metropolita Salonik w latach 2004–2023.

## Życiorys

### Wczesna działalność
W 1957 ukończył studia filozoficzne na Uniwersytecie w Atenach i został na nim zatrudniony jako asystent w katedrze filologii bizantyńskiej. Po odbyciu służby wojskowej w Greckich Siłach Powietrznych rozpoczął studia teologiczne na Uniwersytecie w Atenach i ukończył je w 1963. Do 1968, także po przyjęciu święceń kapłańskich, pracował równocześnie jako nauczyciel.
W 1964 metropolita Thiry Gabriel wyświęcił go na diakona, a rok później – na kapłana. W tym samym roku Antym (Russas) otrzymał godność archimandryty. Służbę duszpasterską przez kolejne dziewięć lat sprawował w cerkwi św. Bazylego w Atenach. Redagował równocześnie pismo prawosławne „Φωνὴ Κυρίου” (gr. Głos Pana). W 1972 reprezentował Grecki Kościół Prawosławny na uroczystej intronizacji patriarchy bułgarskiego Maksyma.

### Biskup
13 lipca 1974 został nominowany na biskupa metropolitę Aleksandropolis, Trajanopolis i Samotraki. Jego chirotonia biskupa odbyła się następnego dnia pod przewodnictwem metropolity Thiry Gabriela. W ciągu trzydziestoletniej pracy duszpasterskiej na katedrze Aleksandropolis doprowadził do budowy 35 nowych cerkwi. Założył również dwa monastery – Zaśnięcia Matki Bożej i św. Jana Teologa. W latach 1974–2004 kierował publikacją pisma „ΓΝΩΡΙΜΙΑ” i sam zamieszczał w nim swoje teksty teologiczne.
W 2004 został przeniesiony na katedrę Salonik. W 2023 zrezygnował z urzędu metropolity, z przyczyn zdrowotnych.
Aktywnie brał udział w grecko-macedońskim sporze o oficjalną nazwę państwa Macedonii, podzielając w tej sprawie stanowisko Grecji – uznając stosowanie nazwy Macedonia w odniesieniu do kraju za niedopuszczalne. Według organizacji macedońskich wielokrotnie dopuszczał się antymacedońskich wypowiedzi, w tym zaprzeczał istnieniu grupy etnicznej Macedończyków.
W 2013 potępił organizację w Salonikach parady Gay Pride.